# Ságat
A Ságat egy számi újság, melyet norvég nyelven adnak ki 2717 darabos példányszámban Norvégia Finnmark megyéjében. Habár az alapítók eredeti ötletei alapján az újságban megjelenő cikkeket részben számi, részben norvég nyelven írták, manapság viszont túlnyomórészt norvég nyelvű írások jelennek meg a lapban. 
Az újságot Vadsøben alapították 1956-ban, majd később, 1981-ben Lakselvbe költözött a szerkesztőség és azóta itt is maradt. Ekkoriban Geir Wulff volt a lap főszerkesztője.

## Eddigi főszerkesztői
- Kristian Olsen 1956-1957
- Hans J. Henriksen és Thor Frette 1958-1961
- Hans J. Henriksen 1961-1964
- Nils Jernsletten 1964-1966
- Isak Østmo 1966-1966
- Hans J. Henriksen 1966-1967
- Albert Johansen 1967-1968
- Odd Mathis Hætta 1968-1974
- Peder Andreas Varsi, Johan Store and Arne Wulff 1974-1975
- Geir Wulff 1976
- Bjarne Store Jakobsen 1976-1978
- Geir Wulff 1978-

## Példányszámváltozásai
- 2002: 2,427
- 2003: 2,507
- 2004: 2,501
- 2005: 2,407
- 2006: 2,523
- 2007: 2,717

## Fordítás
Ez a szócikk részben vagy egészben  a   Ságat című angol Wikipédia-szócikk ezen változatának fordításán alapul.  Az eredeti cikk szerkesztőit annak laptörténete sorolja fel. Ez a jelzés csupán a megfogalmazás eredetét és a szerzői jogokat jelzi, nem szolgál a cikkben szereplő információk forrásmegjelöléseként.